# 青木外志夫
青木 外志夫（あおき としお、1921年1月8日 - 2006年9月6日 ）は、日本の経済学者。一橋大学名誉教授。元経済地理学会会長。
孫はメモリーアスリートの青木健。

## 来歴・人物
滋賀県犬上郡彦根町（現・彦根市）生まれ。旧制・滋賀県立彦根中学校（現・滋賀県立彦根東高等学校）を経て、1941年に旧制・彦根高等商業学校（現・滋賀大学経済学部）を卒業。同年、旧制・東京商科大学（現・一橋大学）に進学するも、1943年12月、学徒出陣により歩兵第一五一連隊に応召。1944年に半年繰上げで卒業となる。1945年9月に歩兵第四四三連隊より復員し、1949年東京商科大学研究科に特別研究生として入学。1954年に同研究科（5年課程）を修了後、一橋大学経済学部助手、専任講師、助教授を経て、1965年に教授昇任。この間、福島大学経済学部等でも教鞭を執る。1971年からは経済学部長・大学院経済学研究科長を務めた。1984年に同大学を退官。同年、一橋大学名誉教授の称号を受ける。退官後は東京国際大学の教授に就任。2006年9月、肺癌により東京都杉並区の病院にて死去。享年85。
学外においても、通商産業省工業立地適正化調査員、日本学術会議経済学研究連絡委員、日本経済学会連合評議員、経済審議会臨時委員、経済地理学会会長、日本立地センター顧問等を歴任した。
青木ゼミ出身者に杉山博孝（三菱地所会長）、寺西俊一（一橋大学名誉教授）らがいる。

## 年譜
- 1921年 - 滋賀県犬上郡彦根町にて出生
- 1938年 - 滋賀県立彦根中学校卒業
- 1941年 - 彦根高等商業学校卒業
- 1943年 - 学徒動員
- 1944年 - 東京商科大学卒業（半年繰上げ）
- 1945年 - 復員
- 1949年 - 東京商科大学研究科入学（特別研究生）
- 1954年 - 東京商科大学研究科修了
- 1954年 - 一橋大学経済学部助手
- 1956年 - 一橋大学経済学部専任講師
- 1961年 - 一橋大学経済学部助教授
- 1965年 - 一橋大学経済学部教授
- 1971年 - 一橋大学経済学部長・大学院経済学研究科長
- 1984年 - 一橋大学名誉教授
- 1995年 - 勲三等旭日中綬章受章[4]
- 2006年 - 肺癌により死去

## 著書

### 共編著
- （佐藤弘）『商業地理』（春秋社、1950年）
- （西岡久雄）『経済立地の理論と計画』（時潮社、1967年）

### 訳書
- W.アイサード著『地域科学入門』（西岡久雄との監訳、大明堂、1980年-1985年）